# Japan Cup 2023
La 30.ª edición de la Japan Cup se celebró el 15 de octubre de 2023 sobre una distancia de 164,8 kilómetros con inicio y final en Utsunomiya en Japón.
La carrera formó parte del UCI ProSeries 2023 como competencia de categoría 1.Pro siendo la última competición de este circuito para la temporada 2023. El portugués Rui Costa del Intermarché-Circus-Wanty logró la victoria y lo acompañaron en el podio, como segundo y tercer clasificado respectivamente, el alemán Felix Engelhardt del Jayco AlUla y el francés Guillaume Martin del Cofidis.

## Recorrido
La Japan Cup dispuso de un recorrido total de 164,8 kilómetros dando 14 vueltas a un circuito de 10,3 km en Utsunomiya.

## Equipos participantes
Tomaron parte en la carrera un total de 19 equipos, de los cuales 7 fueron equipos UCI WorldTour, 3 equipos de categoría UCI ProTeam, 8 Continentales y la selección de Japón, quienes conformaron un pelotón de 111 ciclistas de los cuales terminaron 48. Los equipos participantes fueron:
| WorldTeams (7)- Bahrain Victorious - Cofidis - EF Education-EasyPost - Intermarché-Circus-Wanty - Lidl-Trek - Soudal Quick-Step - Team Jayco AlUla ProTeams (3)- Israel-Premier Tech - Lotto Dstny - Team Novo Nordisk Equipos continentales (8)- Aisan Racing Team - JCL Team Ukyo - Kinan Racing Team - Levante Fuji Shizuoka - Ljubljana Gusto Santic - Matrix Powertag - Utsunomiya Blitzen - Victoire Hiroshima Equipo nacional- Japón |
| |

## Clasificación final
La clasificación finalizó de la siguiente forma:
| \| Clasificación general \| Clasificación general \| Clasificación general \| Clasificación general \| Clasificación general \| \| Ciclista \| Ciclista \| Equipo \| Tiempo \| \| \| --------------------- \| --------------------- \| ------------------------ \| --------------------- \| --------------------- \| \| 1.º \| Rui Alberto Costa \| Intermarché-Circus-Wanty \| 3 h 28 min 22 s \| \| \| 2.º \| Felix Engelhardt \| Team Jayco AlUla \| + 0 s \| \| \| 3.º \| Guillaume Martin \| Cofidis \| + 2 s \| \| \| 4.º \| Maxim Van Gils \| Lotto Dstny \| + 27 s \| \| \| 5.º \| Georg Zimmermann \| Intermarché-Circus-Wanty \| + 1 min 34 s \| \| \| 6.º \| Riley Sheehan \| Israel-Premier Tech \| + 1 min 34 s \| \| \| 7.º \| Axel Zingle \| Cofidis \| + 1 min 34 s \| \| \| 8.º \| Lorenzo Rota \| Intermarché-Circus-Wanty \| + 1 min 34 s \| \| \| 9.º \| Michael Valgren \| EF Education-EasyPost \| + 1 min 34 s \| \| \| 10.º \| Julien Bernard \| Lidl-Trek \| + 1 min 39 s \| \| |                   |                          |                 |
| |                   |                          |                 |
| Fuente: ProCyclingStats |                   |                          |                 |
| Clasificación general |                   |                          |                 |
| Ciclista | Ciclista          | Equipo                   | Tiempo          |
| 1.º | Rui Alberto Costa | Intermarché-Circus-Wanty | 3 h 28 min 22 s |
| 2.º | Felix Engelhardt  | Team Jayco AlUla         | + 0 s           |
| 3.º | Guillaume Martin  | Cofidis                  | + 2 s           |
| 4.º | Maxim Van Gils    | Lotto Dstny              | + 27 s          |
| 5.º | Georg Zimmermann  | Intermarché-Circus-Wanty | + 1 min 34 s    |
| 6.º | Riley Sheehan     | Israel-Premier Tech      | + 1 min 34 s    |
| 7.º | Axel Zingle       | Cofidis                  | + 1 min 34 s    |
| 8.º | Lorenzo Rota      | Intermarché-Circus-Wanty | + 1 min 34 s    |
| 9.º | Michael Valgren   | EF Education-EasyPost    | + 1 min 34 s    |
| 10.º | Julien Bernard    | Lidl-Trek                | + 1 min 39 s    |

## UCI World Ranking
La Japan Cup otorgó puntos para el UCI World Ranking para corredores de los equipos en las categorías UCI WorldTeam, UCI ProTeam y Continental. Las siguientes tablas son el baremo de puntuación y los diez corredores que obtuvieron más puntos:
| Posición   | 1.º | 2.º | 3.º | 4.º | 5.º | 6.º | 7.º | 8.º | 9.º | 10.º | 11.º | 12.º | 13.º | 14.º | 15.º | 16.º-30.º | 31.º-40.º |
| Puntuación | 200 | 150 | 125 | 100 | 85  | 70  | 60  | 50  | 40  | 35   | 30   | 25   | 20   | 15   | 10   | 5         | 3         |

| Clasificación |                  |                          |        |
| Posición      | Ciclista         | Equipo                   | Puntos |
| ------------- | ---------------- | ------------------------ | ------ |
| 1.º           | Rui Costa        | Intermarché-Circus-Wanty | 200    |
| 2.º           | Felix Engelhardt | Jayco AlUla              | 150    |
| 3.º           | Guillaume Martin | Cofidis                  | 125    |
| 4.º           | Maxim Van Gils   | Lotto Dstny              | 100    |
| 5.º           | Georg Zimmermann | Intermarché-Circus-Wanty | 85     |
| 6.º           | Riley Sheehan    | Israel-Premier Tech      | 70     |
| 7.º           | Axel Zingle      | Cofidis                  | 60     |
| 8.º           | Lorenzo Rota     | Intermarché-Circus-Wanty | 50     |
| 9.º           | Michael Valgren  | EF Education-EasyPost    | 40     |
| 10.º          | Julien Bernard   | Lidl-Trek                | 35     |